# Anacroneuria cayapa
Anacroneuria cayapa és una espècie d'insecte plecòpter pertanyent a la família dels pèrlids.

## Descripció
- El mascle té el cap de color groc, les ales clares amb la nervadura marró i les ales anteriors li fan 10 mm de llargària.
- La femella no ha estat descrita.[5]

## Hàbitat
En el seu estadi immadur és aquàtic i viu a l'aigua dolça, mentre que com a adult és terrestre i volador.

## Distribució geogràfica
Es troba a Sud-amèrica: l'Equador.